# Josephine Alhanko
Josephine Alhanko, (Estocolmo, Suécia, 24 de abril de 1981) é uma atriz sueca eleita Miss Suécia 2006. Ela é sobrinha da bailarina Anneli Alhanko.
Alhanko tornou-se a 28ª representante da Suécia semifinalista do concurso Miss Universo, em 2006, na edição realizada em 23 de julho em Los Angeles, Califórnia. Ela foi a primeira Miss Suécia a chegar às semifinais em nove anos.
Josephine formou-se em História da Arte. Atuou em várias produções de tv, filmes e comerciais. Estudou na National Ballet School, na Inglaterra (1997-98). Venceu o Miss Suécia 2006 em 30 de março.

## Filmografia
- "Världarnas bok" .... Karin (2 episodes, 2006)

... aka "The Book of Worlds" - International (Título em inglês)
```
   - Episode #1.6 (2006) (TV) .... Karin
   - Episode #1.2 (2006) (TV) .... Karin
```

- Första intrycket (2004)
- "Dieselråttor och sjömansmöss" .... Smultron-Agnes / ... (12 episódios, 2002)

```
   - Månosten (2002) TV episode .... Smultron-Agnes/Fröken Zardin
   - Stoppknappen (2002) TV episode .... Smultron-Agnes
   - Klarhetens källa (2002) TV episode .... Smultron-Agnes
   - Svansen i kläm (2002) TV episode .... Smultron-Agnes
   - Tårar av silver (2002) TV episode .... Smultron-Agnes
     (mais 7)
```

- En av oss (2001) (TV)